# Umag Trophy 2013
L'Umag Trophy 2013, prima edizione della corsa, valido come evento dell'UCI Europe Tour 2013 categoria 1.2, si svolse il 6 marzo 2013 su un percorso di 80 km intorno a Umago, in Croazia. Fu vinto dal russo Aljaž Hočevar, che giunse al traguardo con il tempo di 2h04'30" alla media di 38,55 km/h davanti al norvegese Oscar Landa e all'austriaco Gernot Auer.
Al termine 30 ciclisti completarono il percorso.

## Squadre partecipanti
| N. | Cod. | Squadra                         |
| -- | ---- | ------------------------------- |
|    | ADR  | Adria Mobil                     |
|    | KTM  | Arbö Gebrüder Weiss-Oberndorfer |
|    | BAU  | Bauknecht-Author                |
|    | AS2  | Continental Team Astana         |
|    | DUK  | Dukla Trencin-Trek              |
|    | HCL  | Helicopters                     |
|    | ISD  | ISD Continental Team            |
|    | LET  | Leopard-Trek Continental        |
|    | LKT  | LKT Team Brandenburg            |
|    | TPB  | Team Plussbank                  |

| N. | Cod. | Squadra                  |
| -- | ---- | ------------------------ |
|    | RAR  | Radenska                 |
|    | SAK  | Sava                     |
|    | GMS  | Team Gourmetfein-Simplon |
|    | THF  | Team Heizomat            |
|    | OHR  | Team Oster Hus-Ridley    |
|    | STG  | Team Stölting            |
|    | TIR  | Tirol Cycling Team       |
|    | UNA  | Utensilnord-Ora24.eu     |
|    | WSA  | WSA                      |

## Ordine d'arrivo (Top 10)
| Pos. | Corridore         | Squadra     | Tempo    |
| ---- | ----------------- | ----------- | -------- |
| 1    | Aljaž Hočevar     | Adria Mobil | 2h04'30" |
| 2    | Oscar Landa       | Øster Hus   | s.t.     |
| 3    | Gernot Auer       | WSA         | s.t.     |
| 4    | Marco Benfatto    | C.T. Astana | s.t.     |
| 5    | Krisztian Lovassy | Utensilnord | s.t.     |
| 6    | Andrej Rajšp      | Radenska    | s.t.     |
| 7    | Lukas Ranacher    | Arbö        | s.t.     |
| 8    | Luka Pibernik     | Radenska    | s.t.     |
| 9    | Martin Weiss      | Tirol C.T.  | s.t.     |
| 10   | Jan-Niklas Droste | Heizomat    | s.t.     |